# Trapster
Trapster — сообщество, социальная сеть водителей, обменивающихся информацией о установленных на дорогах камерах, авариях на дороге, патрулях дорожной полиции и т. д. c помощью официального сайта, а также приложений для мобильных устройств.
Trapster использует соединение  Wi-Fi и GPS для определения местоположения, и отправляет звуковые и текстовые предупреждения для избежание штрафа. Пользователи сообщают о ловушке нажатием на экран и используя комбинацию клавиш на мобильному устройстве. Чтобы избежать неверно указанных злоумышленниками и сотрудниками полиции ловушек, пользователи могут подтверждать ловушки путём голосования. Приложение дает больший вес ловушкам, за которые отдано больше голосов. Пользователи могут определять территорию, которая им интересна, с помощью сайта, а также мобильных приложений и получать уведомления о тех ловушках, которые им интересны, такие как камеры на светофорах и дорожная полиция. Информация о статичных ловушках, таких как камера у светофора и камера скорости, остаётся в базе данных, в то время как информация о передвижных камерах сохраняется на 1 час.

## История
Пит Тенереилло (Pete Tenereillo) запустил Trapster, новую систему обмена данных между водителями, в ноябре 2007 года. В начале 2009 года число пользователей составило 500 тыс. 20 июля 2009 года зарегистрировался миллионный пользователь. В 2010 году Пит Тенереилло продал Trapster компании Nokia, и больше не имеет отношения к компании. Насчитывал ок. 21 млн пользователей по всему миру.
Штаб-квартира находилась в г. Сан Диего, Калифорния, и входила в бизнес-подразделение HERE, которое в свою очередь является частью Nokia.
Закрыт в конце 2014 года.

## Поддержка приложений
Trapster поддерживает следующие виды мобильных платформ:
- iOS
- Android
- Windows Phone
- Nokia
- Blackberry
- Palm OS

Также доступен на навигационных устройствах:
- Garmin
- TomTom